# Dóm (Modena)
A Duomo vagy modenai katedrális Modena városának legnagyobb temploma,a Modena-Nonantolai főegyházmegye főszékesegyháza. Az egyik legjelentősebb román stílusú épület nemcsak Olaszországban, hanem Európában is, 1997 óta része a világörökség listának.

## Építése
A katedrális építése 1099-ben kezdődött meg, az építkezést Lanfranco építészmester irányította, a templom építését Matilda toszkánai őrgrófnő támogatta. Az építkezés azon a helyen indult meg, ahol már az ötödik századtól két kisebb templom állt, ám azok az idők során elpusztultak. A templomot Szent Geminianus tiszteletére ajánlották fel, a szent maradványait a katedrális kriptájában helyezték el.

## A Duomo díszítése
Lanfranco munkáját Anselmo da Campione folytatta, aki a templom homlokzatát tervezte meg, ahol különböző stílusjegyek keveredtek. A nagy rózsaablakot a 13. században készítették el, a templom bejáratát kétfelől oroszlános oszlop fogja át, melyek a római időkben, az ókorban készültek, valószínűleg az építkezés közben ásták ki a földből és építették be a Duomoba.

## A homlokzat
A homlokzati domborműveket Wiligelmo készítette Lanfranco irányítása alatt, a domborművek bibliai prófétákat és pátriárkákat ábrázolnak, a román stílus lenyűgöző példájaként. Ádám és Éva teremtése, a Bűnbeesés és Noé története a leghíresebb alkotások.

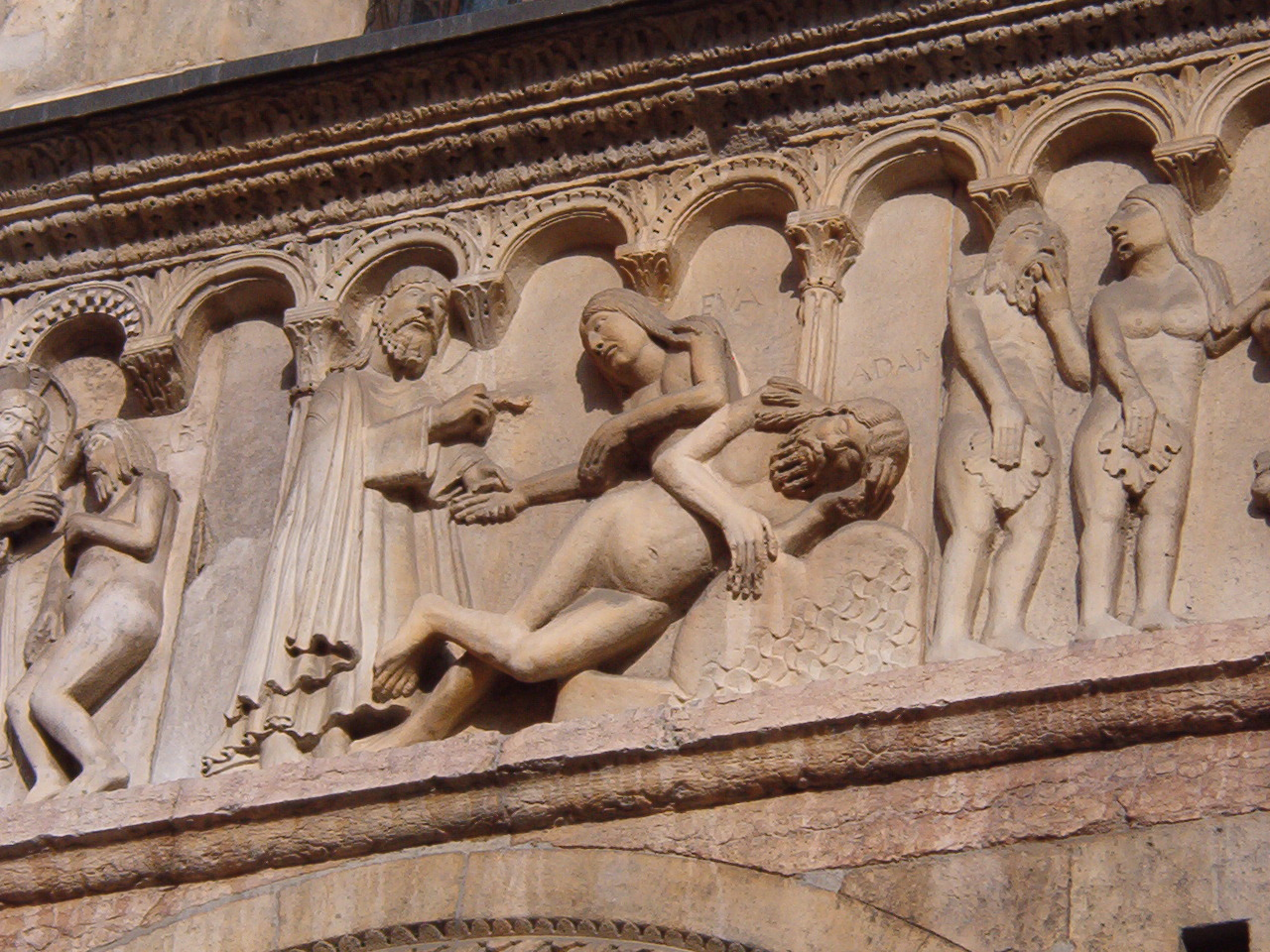
Wiligelmus domborműve Éva teremtéséről

 Az oldalajtók díszítése is figyelemre méltó. A Porta Regina (’Királyi kapu’) és a Porta dei Principi (’Hercegi kapu’) körüli falakra Szent Geminianus életét ábrázoló domborműveket faragtak. A templom északi oldalán a Porta della Pescheria (’Halpiac kapu’) domborműveit a tizenkét hónap és a breton nyelvű Artúr-ciklus történetei ihlették.

## Belső díszítések
A Duomo három hajóból áll, a templom középső hajójában található a kripta és egy márvány szentélykorlát, mely Jézus szenvedését és az Utolsó vacsorát ábrázolja Anselmo da Campione munkájaként. A szószék Arrigo da Campione munkája, amelyet kis terrakotta szobrok díszítenek. Figyelemre méltó a templom fa keresztje a 14. századból.
A Duomot további bibliai jelenetek díszítik, így Jézus születésének freskói, amely Antonio Begarelli (1527-ben készítette) munkája, és a kriptában található terrakotta szoborcsoport – Szűz Mária és a kisded – melyet Guido Mazzoni 1480-ban alkotott műve.
A Torre della Ghirlandina a középkortól kezdve a Duomo része.